# 유인화성탐사

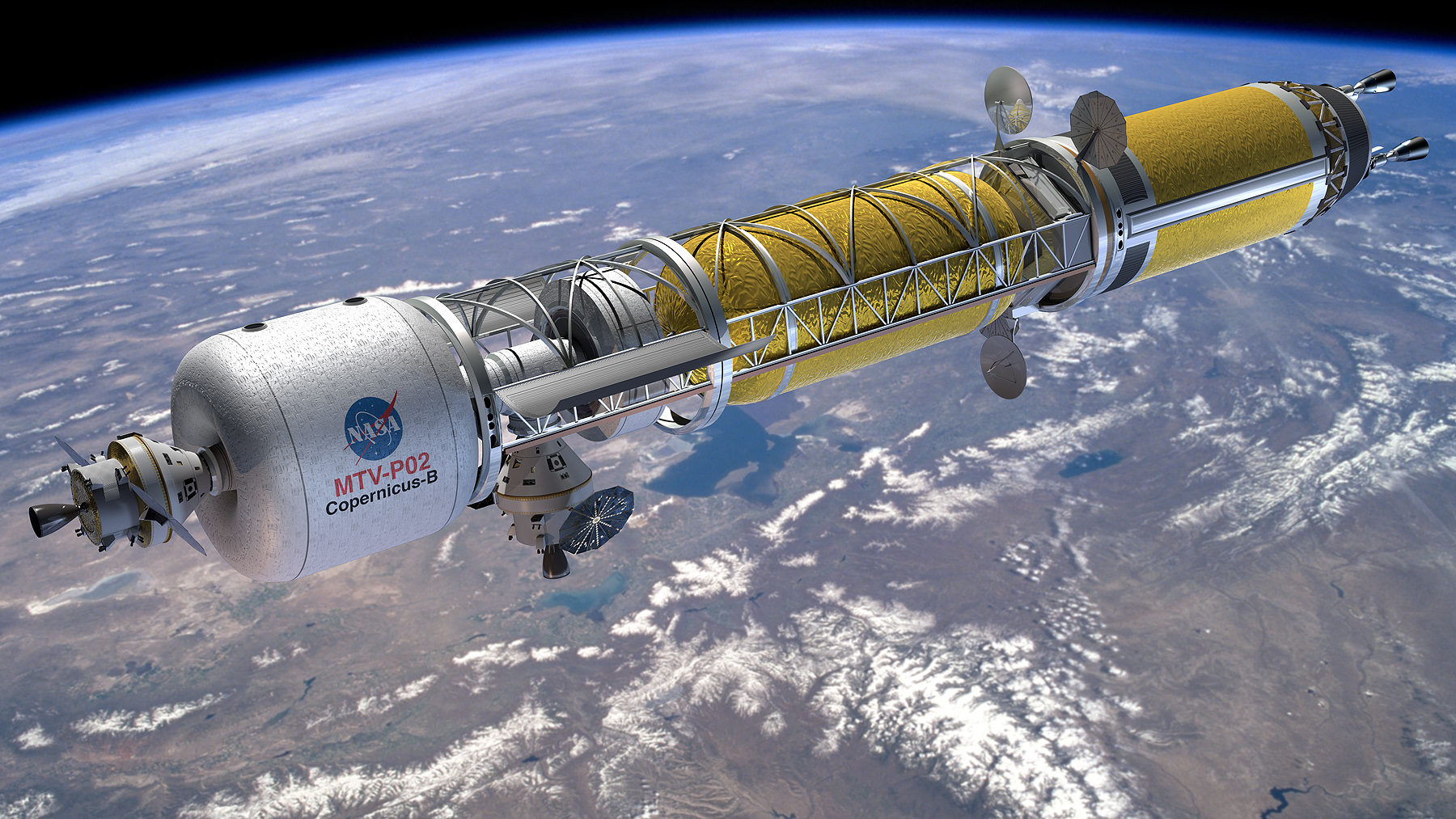
오리온 우주선 2대가 핵열 로켓을 추진기관으로 사용하는 유인화성탐사선에 도킹해 있다.

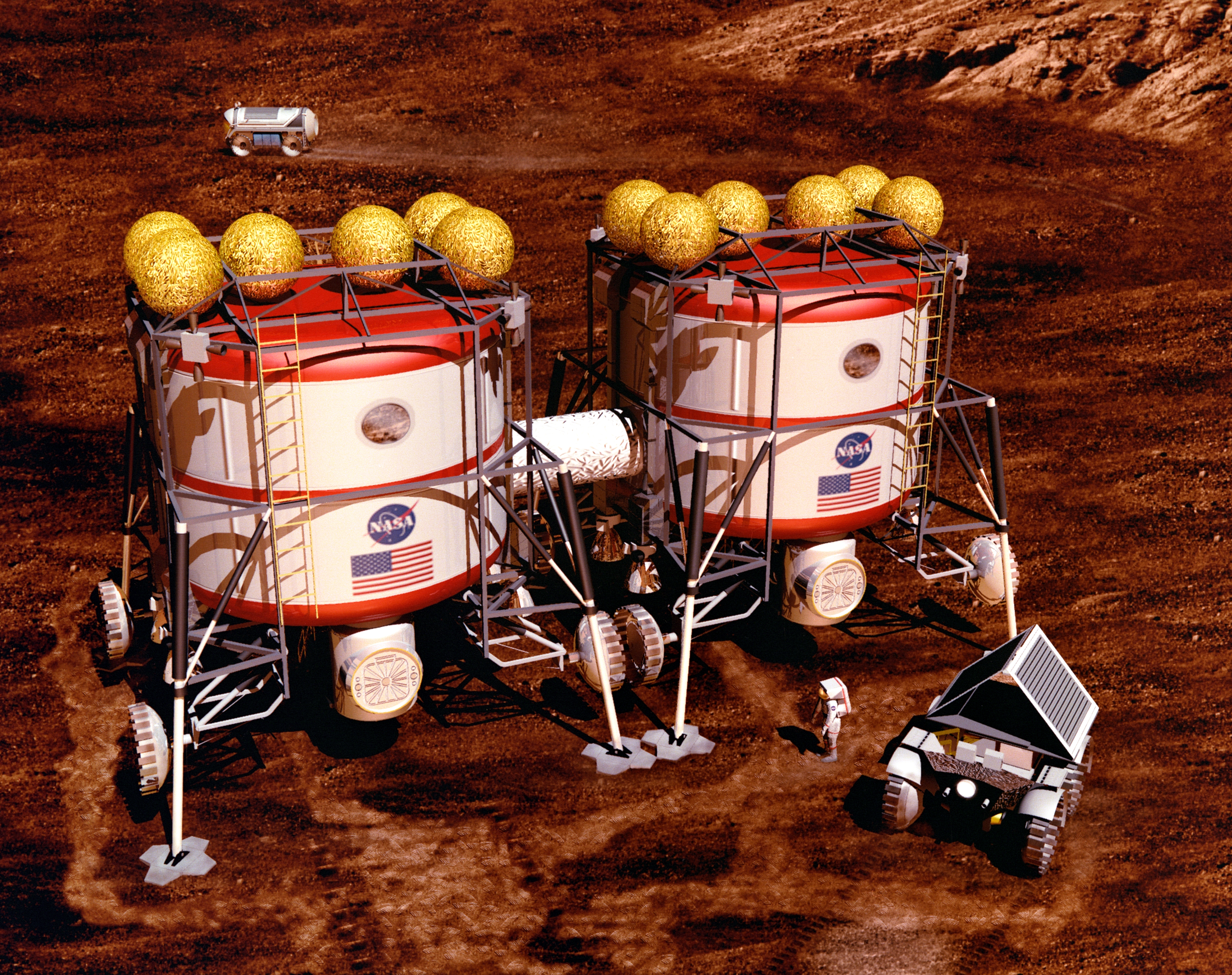
NASA가 구상한 화성유인탐사를 위한 인간거주구역

유인화성탐사(有人火星探査)는 인간이 유인화성탐사선이나 화성식민지에서 탐사활동을 하는 것을 말한다.

## 개요
20세기에 있어 가장 장대하고 현실성 있는 우주 계획은 바로 인간의 화성 착륙이다. 1969년 9월 17일 미국의 우주 계획에 관해서 발표하면서 애그뉴 부통령을 위원장으로 하는 자문위원회는 우주정거장 계획과 더불어 유인(有人) 화성 탐사 계획을 "현 시점에서 미국이 달성 가능한 가장 유익한 계획"이라고 선언하였다. 그런데 이 계획의 실현을 위해서는 적어도 아폴로 계획에 소요된 예산의 4배나 되는 1,000억 달러의 비용을 필요로 하였다. 바이킹(Viking) 우주선의 화성 탐사로 우리는 화성에 대해서 여러 가지 자료를 얻었다. 바이킹(Viking)계획에서 화성에 무인 탐사기(無人探査機)를 연착륙(軟着陸)시켰는데, 이 계획에는 아폴로 우주선 한 대 발사는 데 든 비용인 약 4억 달러에 비하여 10억 달러 정도가 더 들었다. 사람을 태우고 직접 화성에 가기 전까지 여러 대의 무인 탐사기를 보냈는데, 화성 착륙은 화성에 대기가 있으므로 달 세계의 착륙같이 그대로 로켓에 의한 감속(減速)만으로 연착륙하는 것이 아니라 우선 낙하산으로 1차 감속시키고 다시 로켓으로 감속시켜 착륙했다.
바이킹 계획에 의한 화성 탐사가 끝나는 대로 사람을 태운 우주선을 화성에 보낼 계획이다. 이는 달 세계에 가는 일과는 달리 가는 데만 약 270일이 걸린다. 그리고 화성의 질량이 달보다 훨씬 크므로 중력도 크다. 따라서 거기서 이탈하여 귀환하기 위한 로켓도 강력한 것이라야 하며 또한 갖고 가야 하는 장비와 총 중량도 달 세계에 갈 때 아폴로 우주선이 가지고 간 47t의 무게에 비하여 726t이란 엄청난 무게에 달한다. 우주선의 규모도 폭이 10m, 길이가 82m나 되는 거대한 것이다. 여기에 직경 10m에 길이가 49m인 원자력 로켓 엔진이 4개가 장치된다. 이렇게 큰 것을 직접 발사할 수는 없으므로 조금씩 우주정거장에 올려서 거기서 조립한 후 가게 되는 것이다. 이 우주선에는 6명의 우주 비행사가 타게 된다.
우주선은 곧장 착륙하지 않고 약 80일 동안 화성 주위를 돌면서 화성의 표면을 철저히 조사한다. 그리고 우선 무인 탐사기를 화성에 낙하시켜 낙하 도중의 조건 상황·화성 대기의 분포 등을 조사하여 유인(有人) 착륙을 위한 가장 유력한 자료로 사용한다. 그리고 이 무인 우주선은 계속 화성 표면을 이동하며 화성의 표면 물질을 채집하고 난 뒤에 화성을 돌고 있는 본선으로 돌아온다. 이 표면 물질은 탑승 과학자들에 의해 철저히 분석 조사된 다음 그 결과를 파악한 뒤에 유인 착륙을 할 것인가 안 할 것인가에 대해서 지구 본부에 문의한다. '고(Go)'라는 지령이 오면 2대로 나누어 각 3명씩 탄 착륙선들이 화성 착륙을 감행하며, 30일 동안 화성에 머무르면서 가지고 간 탐사용 차량을 타고 가능한 한의 광범위한 화성 탐험을 하게 된다.
그 후에 이 두 대의 착륙선으로부터 다시 6명의 우주 비행사는 두 대의 이륙선(離陸船)을 타고 본선으로 돌아와 지구 귀환의 길에 오른다. 화성을 이탈한 지 123일째 되는 때에 금성을 통과하게 되므로 직경 5m의 풍선(風船)을 단 906kg의 무인 탐사선을 금성에다 발사하여 이것을 추적 관측해서 금성의 연구 자료를 얻는다. 이렇게 해서 화성을 탐사하는 620일에 걸친 긴 여행 끝에 지구에 돌아온다. 그러나 우주선 자체가 대형이고 오염되어 있기 때문에 직접 지구에 돌아올 수 없고 비행사들은 일단 우주정거장에 격리되어 오염 검진을 받은 후에 우주 택시로 지상에 돌아오게 될 것으로 보인다.

## 거리
지구에서 화성까지의 거리는 궤도상의 천체 배열에 따라 5460만km에서 4억km까지 달라질 수 있다. 유인우주선이 화성에 도착하는데 보통 9개월 정도 걸린다고 알려져 있다. 따라서 화성탐사선은 지구와 화성이 나란히 배열되는, 하늘의 창(en:Launch window)이 열리는 시기에 발사된다. 미국 NASA는 지구에서 화성까지 39일만에 도착하는, 마하 164(초속 56km) 속도의 바시미르 엔진을 1977년부터 개발중이다. 스페이스X는 2022년까지 화성에 스타십 카고, 2024년까지 화성에 스타십을 보내 유인화성탐사시대를 열것이라 밝혔다.

## 방사능
큐리오시티의 탐사결과, 화성에는 엄청난 양의 방사능이 존재한다고 알려졌다. 따라서 인간이 착륙하기 위해서는 CBLB502과 같은 방사능 문제를 해결할 신약이 필요하다. 콜럼버스 등이 대항해를 하는데에는 비타민 C 섭취를 위해 레몬 즙을 먹어야만 한다는 것이 발견되고서야, 대항해시대가 본격화되었다.
달식민지 연구에서, 태양에서 직접 날아오는 방사능은 무인로봇의 사전 건축으로 콘크리트를 두껍께 하면 차단된다고 알려졌다.

## 같이 보기
- 화성식민지
- 화성 탐사